# Erremedio Sagarra
Erremedio Sagarra es el nombre de una variedad cultivar de manzano (Malus domestica) Está cultivada en la colección del Banco de Germoplasma del manzano de la Universidad Pública de Navarra con el N.º BGM015; ejemplares procedentes de esquejes localizados en Lecároz (merindad de Pamplona, en la Comarca de Baztán, Navarra).

## Sinónimos
- "Manzana Erremedio",[7]
- "Manzana Remedio",
- "Manzana Erremedio Sagarra",[8][9][10][11][12]

## Características
El manzano de la variedad 'Erremedio Sagarra' tiene un vigor alto. El árbol tiene tamaño medio y porte semierecto, con tendencia a ramificar alto, con hábitos de fructificación en ramos cortos y largos; ramos con pubescencia fuerte; presencia de lenticelas escasas; grosor de los ramos medio; longitud de los entrenudos media.
Tamaño de las flores pequeñas, disposición de los pétalos tangentes entre sí; color de la flor cerrada rosa amarillento; color de la flor abierta blanco rosado; longitud del estilo / estambre iguales; punto de soldadura del estilo cerca de la base; época de floración media, con una duración de la floración media. Incompatibilidad de alelos S3 S5 S9.
Las hojas tienen una longitud del limbo de tamaño medio, con color verde, pubescencia presente, con la superficie poco brillante. Forma del limbo es ovalado, forma del ápice apicular, forma de los dientes serrados, y la forma de la base del limbo redondeado. Plegamiento del limbo plegado con porte erguido; estípulas foliáceas; longitud del pecíolo medio.
La variedad de manzana 'Erremedio Sagarra' tiene un fruto de tamaño pequeño, de forma globoso cónica; con color de fondo verde blanquecino, con sobre color de importancia ausente, y una sensibilidad al "russeting" (pardeamiento áspero superficial que presentan algunas variedades) débil; con una elevación del pedúnculo que sobresale mucho, grosor de pedúnculo fino, longitud del pedúnculo medio, anchura de la cavidad peduncular es media, profundidad cavidad pedúncular grande, importancia del "russeting" en cavidad peduncular media; profundidad de la cavidad calicina es pequeña, anchura de la cavidad calicina es media, importancia del "russeting" en cavidad calicina es débil; apertura de los lóbulos carpelares están abiertos; apertura del ojo cerrado; color de la carne blanca; acidez media, azúcar medio, y firmeza de la carne media.
Época de maduración y recolección media. Se trata de una variedad productiva. Se usa como manzana de sidra.

## Susceptibilidades
- Oidio: ataque medio
- Moteado: ataque débil
- Fuego bacteriano: ataque débil
- Carpocapsa: ataque medio
- Pulgón verde: ataque fuerte
- Araña roja: ataque medio[4][14]